# Enallagma durum
Enallagma durum là một loài chuồn chuồn kim trong họ Coenagrionidae.
Enallagma durum is in 1861 voor het eerst wetenschappelijk beschreven door Hagen.